# ハーバート・グラッドストーン
初代グラッドストーン子爵ハーバード・ジョン・グラッドストーン（英語: Herbert John Gladstone, 1st Viscount Gladstone、1854年2月18日 – 1930年3月6日）は、イギリスの政治家。バス勲章ナイト・グランド・クロス勲爵士（GCB）、聖マイケル・聖ジョージ勲章ナイト・グランド・クロス勲爵士（GCMG）、大英帝国勲章ナイト・グランド・クロス勲爵士（GBE）、枢密顧問官（PC）、治安判事（JP）。
自由党に所属し、1905年から1910年にかけて内務大臣を、1910年から1914年にかけて南アフリカ総督を務めた。首相ウィリアム・グラッドストンの末子である。

## 経歴
グラッドストーンは首相も務めたウィリアム・グラッドストンとその妻であるサー・スティーブン・グリンの娘キャサリンの間の末子で、父が財務大臣のときにダウニング街にて生まれる。なおウィリアム・ヘンリー・グラッドストーンとヘンリー・ネヴィル・グラッドストーンは実兄にあたる。イートン・カレッジとオックスフォード大学ユニバーシティ・カレッジで学んだ後、同大学のキーブル・カレッジの歴史科にて教鞭を3年間執った。
1880年にグラッドストーンは父親の私設秘書となり、同年の総選挙でヨークシャー州のリーズ選挙区から庶民院議員に当選した。1885年の総選挙でもリーズ西部選挙区から再選された。1881年から1885年にかけて大蔵卿委員（Lord of the Treasury）を務めた。1886年には第3次グラッドストン内閣においてFinancial Secretary to the War Officeとなった。
1892年に父親が第4次グラッドストン内閣を組織すると彼は内務省政務次官（Under-Secretary of State for the Home Department）に任じられた。続いて首相となった第5代ローズベリー伯爵アーチボルド・プリムローズの下では建設長官（First Commissioner of Works）を務めた。またこれに先立って枢密顧問官に列せられている。
1895年に下野した自由党は1905年に政権を奪還、党首のサー・ヘンリー・キャンベル＝バナマンは彼を内務大臣として入閣させた。この人事は成功とは看做されておらず、1910年の内閣改造で彼は更迭され、南アフリカ連邦総督および同地の高等弁務官となった。同年、「カウンティ・オヴ・ラナークのグラッドストーン子爵」（Viscount Gladstone, of the County of Lanark; 連合王国貴族）に叙され、さらに聖マイケル・聖ジョージ勲章ナイト・グランド・クロスを授けられた。
1914年に南アフリカ連邦から帰国し、バス勲章ナイト・グランド・クロスを授けられた。第一次世界大戦中は様々な慈善団体に支援を行った。1917年、大英帝国勲章ナイト・グランド・クロスを授けられた。
1930年にハートフォードシャー州ウェアで死去。息子はおらず、グラッドストーン子爵は一代で断絶した。